# Асмара
Асмара (на арабски أسمرا, правопис по Американската система BGN Asmara) е столицата на Еритрея.

## География
Асмара е разположена на 15°20' сев. ш. 38°55' изт. д. и надморска височина от около 2400 м. Това прави климатът ѝ по-приятен: температурите са положителни, но рядко превишават 30 °C. През 2006 г. в града живеят около 580 000 души.

## История
Асмара възниква от четири малки села през 12 век. До 80-те години на XIX век Асмара е малко село с население около 150 души, но после тя става етиопски районен административен център и населението се увеличава до 2000 души. През 1900 г. Асмара става столица на италианската колония Еритрея. В началото на ХХ век е създадена железопътна линия, свързваща града с морето. През 30-те години италианците променят облика на града, като построяват много сгради в италиански стил.
По време на войната за независимост Асмара е един от най-важните градове, тъй като етиопската армия използва летището за оръжейни доставки от други страни. Асмара е и последният град, който еритрейските бунтовници превземат.

## Архитектура
Асмара често е наричана Piccola Roma (Малкият Рим), заради множеството сгради и улици в италиански стил. Преобладават големите имения и вилите в колониален стил. Централната част е построена само за шест години – в периода 1935 – 41 година. Съвременният град Асмара е в голяма степен плод на усилията на италианския диктатор Бенито Мусолини за създаване на втора Римска Империя в Африка. Заради загубата на италианците във войната обаче тази идея пропада. Въпреки това много финансови средства вече са били вложени в Малкия Рим, и така се оформя съвременното лице на града.
Забележителни сгради в града са Еритрейският Национален Музей, голяма православна катедрала и две католически катедрали, няколко сгради в стил Кубизъм и много неокласически здания. Градът се отличава с широки озеленени булеварди и с много място за бъдещо развитие.
През 30-те години на ХХ век Асмара е разполагала с повече светофари дори от самия Рим. Макар да е модерен град, еритрейската столица не е проектирана и построена за африканците, а за самите италианци. След края на Втората световна война обаче градът попада в ръцете на местните.

## Икономика
Произвеждат се най-вече текстилни изделия, дрехи, бира, обувки и керамични изделия.
Еритрейските авиолинии са базирани в града.

## Личности, родени в Асмара
- Ремо Джироне (р.1948), италиански киноартист

## Побратимени градове
- Берген, Норвегия
- Флоренция, Италия
- Хартум, Судан